# Åsjön (södra)
Åsjön (södra) är en sjö i Eksjö kommun och Vimmerby kommun i Småland och ingår i Emåns huvudavrinningsområde. Sjön är 13,5 meter djup, har en yta på 0,282 kvadratkilometer och befinner sig 117,3 meter över havet. Sjön avvattnas av vattendraget Silverån (Brusaån). Vid provfiske har bland annat abborre, braxen, gädda och löja fångats i sjön.

## Delavrinningsområde
Åsjön ingår i det delavrinningsområde (638830-148930) som SMHI kallar för Utloppet av Åsjön (södra). Medelhöjden är 173 meter över havet och ytan är 3,66 kvadratkilometer. Räknas de 21 delavrinningsområdena uppströms in blir den ackumulerade arean 398,87 kvadratkilometer. Silverån (Brusaån) som avvattnar avrinningsområdet har biflödesordning 2, vilket innebär att vattnet flödar genom totalt 2 vattendrag innan det når havet efter 135 kilometer. Delavrinningsområdet består mestadels av skog (60 %), öppen mark (10 %) och jordbruk (16 %). Avrinningsområdet har 0,28 kvadratkilometer vattenytor vilket ger det en sjöprocent på 7,7 %.

## Fisk
Vid provfiske har följande fisk fångats i sjön:
- Abborre
- Braxen
- Gädda
- Löja
- Mört